# Cárcio de Antioquia
Cárcio (em latim: Cartius), talvez escrito Carpo (em latim: Carpus) ou Cartério (Carterius), foi um romano do século IV, nativo de Antioquia. O sofista Libânio recomendou-o a Melécio, governador da Panfília em 360.